# Amane Beriso Shankule
Amane Beriso Shankule (13 de outubro de 1991) é uma fundista etíope, campeã mundial da maratona.  
Em 2022 venceu  Maratona de Valência, na Espanha, com a marca de 2:14:58, então a terceira mais rápida da história para a maratona feminina. No ano seguinte, em sua primeira participação num Campeonato Mundial de Atletismo, em Budapeste 2023, ela conquistou a medalha de ouro e o título de campeã mundial.